# Согияйнен, Иван Иванович
Ива́н Ива́нович Согия́йнен (30 мая 1914, Царскосельский уезд, Санкт-Петербургская губерния — 19 января 1980) — советский партийный и государственный деятель, Председатель Верховного Совета Карело-Финской ССР (1955—1956), Председатель Верховного Совета Карельской Автономной ССР (1956—1959).

## Биография
Родился 30 мая 1914 года в посёлке Солодухино Санкт-Петербургской губернии в крестьянской семье.
Окончил Ленинградский машиностроительный техникум, заочно Высшую партийную школу при ЦК ВКП(б).
С ноября 1939  года служил в РККА, в составе 9-го стрелкового полка, капитан.
Член ВКП(б) с 1941 года. В 1942—1943 годах работал заведующим отделом рабочей молодёжи ЦК ВЛКСМ Карело-Финской ССР.
В 1943—1947 годах — инструктор ЦК КП(б) Карело-Финской ССР, 1947—1950 годах — заведующий отделом Петрозаводского городского комитета ВКП(б).
В 1950 году — первый секретарь Калевальского районного комитета ВКП(б).
В 1950—1953 годах — заместитель Председателя Совета Министров Карело-Финской ССР.
В 1954—1963 годах — председатель Пряжинского районного исполнительного комитета.
Избирался депутатом Верховного Совета Карело-Финской ССР III и IV созывов, Верховного Совета Карельской Автономной ССР V—VII созывов.

## Комментарии
1. ↑  Пос. Солодуха (Малое Гатчино)[3] располагался вдоль восточной стороны железной дороги между станциями Татьянино и Гатчина-Варшавская, относился к Царскосельскому уезду; в последующем — к Гатчинскому району (что соответствует данным источника[1]); ныне — в черте Гатчины, местность вокруг ул. Солодухина[4], входящая в район Промышленный и исторический район Большая Загвоздка.